# Javi Venta
Javi Venta (ur. 13 grudnia 1975 roku w Oviedo) – hiszpański piłkarz występujący na pozycji prawego obrońcy w Brentford.

## Kariera klubowa
Javi Venta jest wychowankiem Realu Oviedo. Zawodową karierę rozpoczynał w 1995 roku w jego drugiej drużynie, w której występował jednak tylko przez jeden sezon. W późniejszym czasie Hiszpan reprezentował barwy dwóch klubów – Marino Luanco i Gimnástica Torrelavega.
W 1999 roku Venta podpisał kontrakt z grającym w drugiej lidze Villarrealem. Jeszcze w tym samym roku został on jednak wypożyczony do CD Onda, a w tym czasie Villarreal awansował do Primera División. Następnie Venta był zawodnikiem Racingu de Ferrol, natomiast sezon 2000/2001 spędził na wypożyczeniu w drużynie CD Tenerife. W jej barwach Hiszpan zadebiutował w rozgrywkach Primera División, a miało to miejsce 16 września 2001 roku w wygranym 2:0 domowym meczu z Villarrealem. "Chicharreros" w tabeli pierwszej ligi zajęli jednak dopiero dziewiętnaste miejsce i spadli do Segunda División, natomiast sam Venta wystąpił w 26 pojedynkach.
Latem 2002 roku Javi powrócił do Villarrealu, w barwach którego po raz pierwszy wystąpił 24 listopada w zremisowanym 1:1 ligowym spotkaniu przeciwko Mallorce. W sezonie 2003/2004 Venta razem z zespołem dotarł do półfinału Pucharu UEFA, z którego "Żółte Łodzie Podwodne" zostały wyeliminowane przez Valencię. Podczas rozgrywek 2005/2006 ekipa Villarrealu dotarła natomiast do półfinału Ligi Mistrzów, z której została wyeliminowana przez Arsenal F.C. W drużynie prowadzonej przez Manuela Pellegriniego Venta w linii obrony grał najczęściej u boku takich graczy jak Gonzalo Rodríguez, Rodolfo Arruabarrena, Juan Manuel Peña oraz Juan Pablo Sorín.
Sezon 2006/2007 Villarreal zakończył w ligowej tabeli na piątym miejscu, a w kolejnych rozgrywkach zdobył wicemistrzostwo Hiszpanii. 11 maja 2008 roku Javi Venta strzelił pierwszą bramkę dla swojego klubu, a Villarreal pokonał wówczas Espanyol Barcelona 2:0. Sezon 2008/2009 Hiszpan również rozpoczął jako podstawowy gracz swojego zespołu i stworzył linię obronną razem z Gonzalo Rodríguezem, Diego Godínem oraz Joanem Capdevilą.
W 2010 roku Javi Venta przeszedł do Levante UD z Walencji. W 2012 roku wrócił do Villarrealu.

## Kariera reprezentacyjna
W 2006 roku Venta został powołany przez Luisa Aragonésa do 27–osobowej kadry reprezentacji Hiszpanii przygotowującej się do startu w mistrzostwach świata, jednak na turniej do Niemiec wychowanek Realu Oviedo ostatecznie nie pojechał.